# وودورد (آیووا)
وودورد (به انگلیسی: Woodward) شهری در ایالت آیووا کشور ایالات متحده آمریکا است که جمعیت آن در سرشماری سال ۲۰۱۰ میلادی، ۱٬۰۲۴ نفر بوده‌است.